# Let's Do It Again
Let's Do It Again (bra: A Meia-Noite do Amor) é um filme musical estadunidense dirigido por Alexander Hall e estrelado por Jane Wyman, Ray Milland, Aldo Ray e Tom Helmore. Foi lançado em 17 de julho de 1953, pela Columbia Pictures.
O filme é uma adaptação cinematográfica da peça de Alan Richman.

## Enredo
Neste remake de 1953 do musical "The Awful Truth", Jane Wyman se casa com o lascivo compositor Gary Stuart e decide dar-lhe um pouco de seu próprio remédio. Ela tem um caso, mas o tiro sai pela culatra e o casal se divorcia. Uma vez separados, eles encontrarão maneiras de provocar ciúmes um no outro.

## Elenco
- Jane Wyman ...Constance "Connie" Stuart
- Ray Milland ...Gary Stuart
- Aldo Ray ...Frank McGraw
- Leon Ames ...Chet Stuart
- Valerie Bettis ...Lilly Adair
- Tom Helmore ...Courtney Craig
- Karin Booth ...Deborah Randolph
- Mary Treen ...Nelly
- Dick Wessel ...Ajax
- Kathryn Givney ...Sra. Randolph
- Herbert Heyes ...Sr. Randolph
- Franklyn Farnum ...Courtney
- Alphonse Martell ...Pierre
- Herb Vigran ...Charlie Foster